# 安德雷·利夫拉斯
安德雷·利夫拉斯（英語：Andreas Liveras，1935年—2008年11月26日），英国商人，出生于塞浦路斯凯里尼亚（Kyrenia），1963年移民至英国。利夫拉斯在英国白手起家，最早经营面包房生意，后成立游艇租赁公司，逝世前资产达3.15亿欧元，位列星期天泰唔士报2008年度英国富人排行榜第265位。2008年孟买连环恐怖袭击发生后，正在孟买进行游艇生意的利夫拉斯被困于泰姬瑪哈酒店，其间还接受了BBC的电话专访，数小时后，利夫拉斯被证实中枪身亡。